# Schwarzer Degenfisch
Der Schwarze Degenfisch (Aphanopus carbo) aus der Familie der Haarschwänze (Trichiuridae) sieht der Schlangenmakrele aus der eng verwandten Familie Gempylidae ähnlich – der auffallendste Unterschied liegt darin, dass seine Schwanzflosse zwar voll ausgebildet, aber geradezu winzig ist. Dieses Merkmal verlangt sehr nach einer funktionellen Erklärung (s. u.).
Auf dem Fischmarkt von Funchal auf Madeira wurde diese Art der Scombriformes bereits seit langem als Speisefisch geschätzt, als der britische Kaplan Richard Lowe diese 1839 der Wissenschaft zur Kenntnis brachte.
In den tiefen Gewässern ist der Schwarze Degenfisch kupferfarben. Erst beim Fang bekommt er durch die rasche Druckveränderung seine bekannte schwarze Farbe. Gefischt wird er mit Angeln mit einer Leine von 1500 m Länge, an der bis zu 50 Hilfsangeln befestigt werden. In ihren Mägen fand man neben kleinen Tiefseefischen Aale, die auf ihrer Laichwanderung gefressen wurden.

## Aussehen
Dieser Degenfisch wird etwas über 1,5 m lang; er ist kupferfarben bis violett. Die schwarze Färbung erhält der Fisch durch die schnelle und tödliche Druckveränderung während der Einholung des Fangs durch die Fischerei. In dieser schwarzen Färbung ist er (als „espada“) bei Feinschmeckern bekannt. Sein Körper ist 11- bis über 13-mal länger als hoch, dabei aber sehr schmal, fast bandförmig. Der lange, spitze Kopf macht etwa 16 % der Gesamtlänge aus. Die großen Augen „leuchten“ in einfallendem Licht wie bei der Katze – ein häufiges Phänomen bei Tieren, die in einer Umgebung mit geringer Beleuchtung leben. Vor den Augen gibt es nur ein Nasenloch jederseits, was bei Fischen sonst recht selten ist, aber nicht bedeuten muss, dass der Fisch mikrosmat (geruchsschwach) wäre. Der Fisch hat 97 bis 100 Wirbel und ein Maul mit großen Reißzähnen. Das Maxillare ist bei geschlossenem Maul weitgehend von Suborbitalia bedeckt. Mund- und Kiemenhöhle sind innen schwarz pigmentiert (Melanin – offenbar, damit nicht Biolumineszenz-Licht von Verdauungsprozessen den Fisch verraten; s. Coccorella!). Seitenlinie normal entwickelt; Schuppen fehlen (der Fisch ist daher für Juden treif).
Flossenformel: D XXXIV-XLI/52-56, A II/42-48, P 11-14.
V fehlen bei Geschlechtsreife längst, bei Larven und Jungfischen aber noch als Stachel vorhanden.

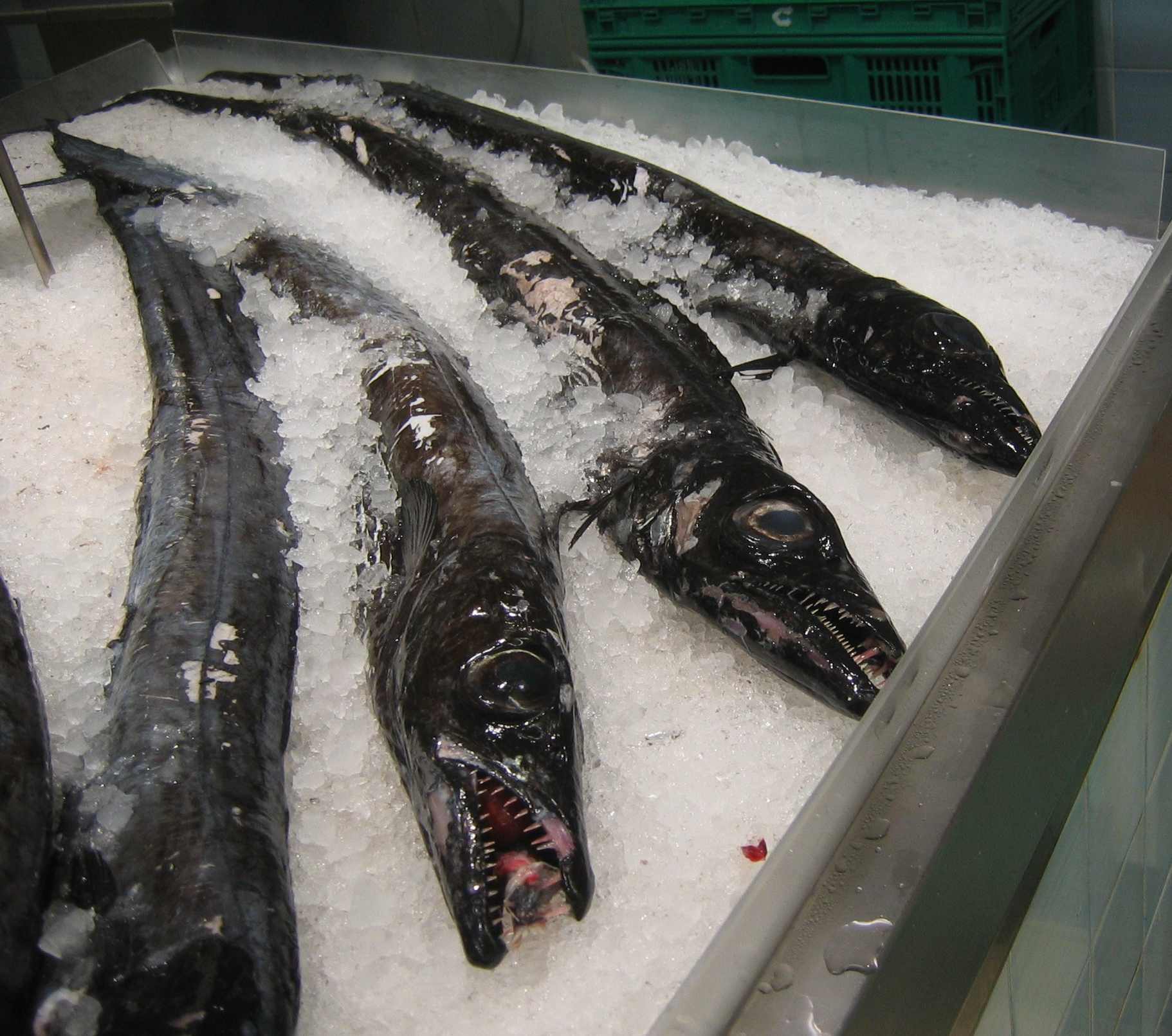
Degenfische im Kühlregal

## Vorkommen
Der Degenfisch lebt meso- bis bathypelagisch in 200 bis 1700 m Tiefe im Nordatlantik zwischen den Bermudas, Neufundland, Labrador, der Diskoinsel, Island, den Orkney-Inseln und Madeira sowie über mehreren unterseeischen Gebirgen dazwischen. Er steigt nachts ins freie Wasser auf und sinkt morgens wieder ab. Weitere sechs sehr ähnliche Arten, die man seit Lowe abgegrenzt hat, machen die Gattung fast zirkumglobal. (Populationistik s.)

## Verhalten und Bedeutung
Q. Bone hat den Beuteerwerb des Degenfisches beobachtet. Er schwimmt anguilliform (aalartig schlängelnd – s. Flossen); sobald er aber eine Beute erspäht, geht er zu ostraciiformem Schwimmen über: der Körper wird steif, nur der Schwanz und die kleine Schwanzflosse werden bewegt und geben dem Opfer den Eindruck, der sich nähernde Fisch könne aufgrund seiner scheinbar geringen Größe nicht gefährlich sein. So werden etwa Macrouriden, Moriden (Tiefseedorsche) und Alepocephaliden, aber auch Sepioiden (Tintenfische) und Peracariden überwältigt.
Geschlechtsreif wird Aphanopus ab etwa 80–85 cm Länge. Das Maximalalter liegt bei 12 Jahren; Weibchen überwiegen. Der sonst „einzelgängerische“ Fisch laicht im Winter in wärmeren Meeresteilen epipelagisch. Die Eier werden verstreut im Freiwasser abgesetzt; die Larven ernähren sich von Plankton und leben daher in durchlichteten Wasserschichten. Die Jungfische gehen dann zur „räuberischen“ Lebensweise über und beginnen ihre Jagd u. a. auf kleinere Fische.
Gezielt (mit traditionellen Langleinen) befischt werden die Espadas oder Scabbardfishes („[Degen]scheidenfische“) nur vor Madeira und (lokal) vor Portugal und Spanien, aber da sie auch als Beifang in die Netze gehen, gelten sie als gefährdet.

## Speisefisch

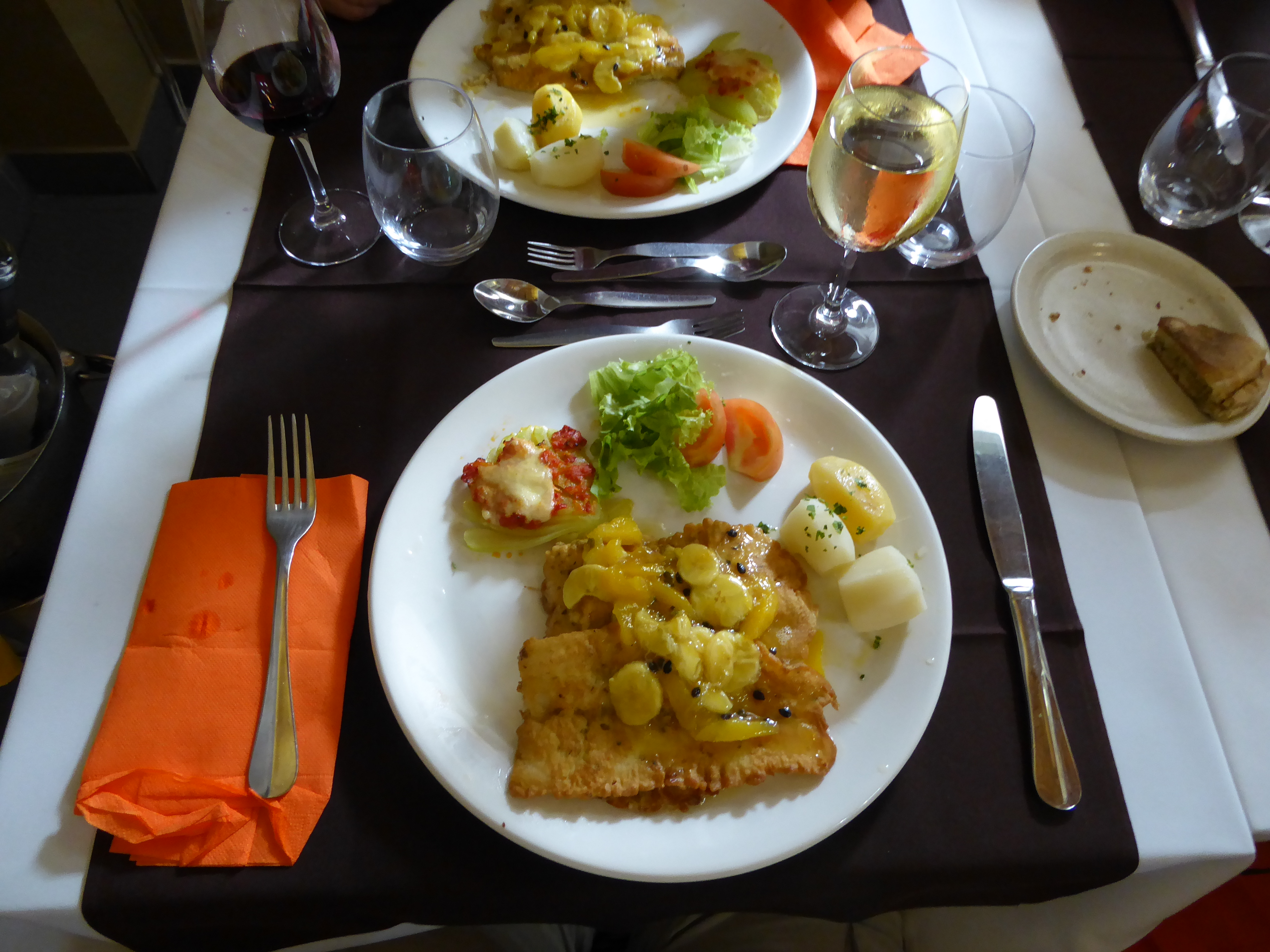
Zubereitung mit Bananen

Diesen Fisch kennen bis heute viele Touristen auf Madeira als Speisefisch unter dem Namen Espada, das portugiesische Wort für „Degen“. Der wissenschaftliche Name ist abzuleiten von (griech.) ἀϕανής „unsichtbar; unsicher“, (hier:) verschwunden, verloren, und πούς, „Fuß“, (hier:) Bauchflosse, sowie (lat.) carbo „Kohle“.
Die Schwermetallbelastung (auch mit Cadmium und Blei) ist so hoch, dass es sich empfiehlt, den Verzehr einzuschränken.

## Einzelbelege
1. ↑  Sergio Stefanni, Halvor Knutsen: Phylogeography and demographic history of the deep-sea fish Aphanopus carbo (Lowe, 1839) in the NE Atlantic: Vicariance followed by secondary contact or speciation? In: Molecular Phylogenetics and Evolution. Bd. 42, Nr. 1, 2007, ISSN 1055-7903, S. 38–46, doi:10.1016/j.ympev.2006.05.035.
2. ↑  Quentin Bone: On the Scabbard Fish Aphanopus Carbo. In: Journal of the Marine Biological Association of the United Kingdom. Bd. 51, Nr. 1, 1971, ISSN 0025-3154, S. 219–225, doi:10.1017/S0025315400006573.
3. ↑  José G. Pajuelo, José A. González, José I. Santana, José M. Lorenzo, Antonio García-Mederos, Víctor Tuset: Biological parameters of the bathyal fish black scabbardfish (Aphanopus carbo Lowe, 1839) off the Canary Islands, Central-east Atlantic. In: Fisheries Research. Bd. 92, Nr. 2/3, 2008, ISSN 0165-7836, S. 140–147, doi:10.1016/j.fishres.2007.12.022.
4. ↑  daher auch die unspezifische Bezeichnung „frostfish“.
5. ↑  Maria J. Bebianno, C. Santos, J. Canário, N. Gouveia, D. Sena-Carvalho, C. Vale: Hg and metallothionein-like proteins in the black scabbardfish Aphanopus carbo. In: Food and Chemical Toxicology. Bd. 45, Nr. 8, 2007, S. 1443–1452, doi:10.1016/j.fct.2007.02.003.